# Osoba niedostosowana społecznie
Niedostosowanie społeczne – według Ottona Lipkowskiego, „to zaburzenie charakterologiczne o niejednolitych objawach, spowodowane niekorzystnymi zewnętrznymi lub wewnętrznymi warunkami rozwoju, a wyrażające się wzmożonymi i długotrwałymi trudnościami w dostosowaniu się do normalnych warunków społecznych i w realizacji zadań życiowych danej jednostki”.
Termin został wprowadzony w polski dyskurs przez Marię Grzegorzewską.
W przypadku Czapówa i Jadlewskiego, zachowania związane z niedostosowaniem społecznym obejmują:
1. Manifestacje, polegające na czynnościach sprzecznych z normami strzegącymi interesów społeczeństwa oraz tych systemów społecznych i instytucji, które warunkują istnienie kultury (przejawy różnych odmian wykolejenia społecznego-antagonistyczno-destruktywne zachowania)
2. Stany osobowości, stanowiące podłoże zaburzeń w zachowaniu zgodnym z tymi normami (stany osobowości, które stanowią źródło przejawów wykolejenia)
3. Przyczyny tych zaburzeń (przyczyny wytworzenia się wymienionych stanów osobowości oraz przejawów wykolejenia).

## Definicja
Osoba niedostosowana społecznie, inaczej nieprzystosowana społecznie (z psychologicznego punktu widzenia są to dwie różne rzeczy) – jednostka, która w sposób trwały nie spełnia norm współżycia społecznego. Stan niedostosowania społecznego najczęściej wynika z:
1. internalizacji negatywnych norm wyniesionych ze środowiska rodzinnego (naśladownictwo), niewłaściwa atmosfera życia rodzinnego,
2. uczenie się niewłaściwych reakcji i utrwalanie ich poprzez zły system wzmocnień (kary i nagrody)[3],
3. niedostosowanie staje się sposobem na minimalizację frustracji, redukcję napięcia wewnętrznego[4], wynikającej z niespełniania oczekiwań społecznych i prawidłowego pełnienia przypisanych ról społecznych.

Dodatkowo pojęcie nieprzystosowania społecznego rozpatruje się w dwóch ujęciach:
1. makrospołecznych – analizujący powstawanie zjawiska w wyniku uprzemysłowienia, urbanizacji, sytuacji ekonomicznej, miejsca zamieszkania i wielu innych czynników zewnętrznych.
2. mikrospołecznych – wynikających głównie ze środowiska rodzinnego, w jakim żyje jednostka, grup rówieśniczych, w jakich uczestniczy, oraz środowiska zawodowego[5].

## Problemy definicyjne
Istnieją liczne problemy definicyjne, szczególnie w definicjach dotyczących kwestii społecznych. W przypadku tej definicji trudnością jest znalezienie złotego środka pomiędzy osobą, która jedynie ma problemy z współżyciem społecznym – jednak są one przejawem sytuacji życiowych (np. przeżywanie żałoby) od sytuacji, kiedy osoba nosi cechy niedostosowanej społecznie.

## Przejawy niedostosowania społecznego
Różni autorzy przedstawiają różnorodną typologię zachowań charakterystycznych, szczególnie dla młodzieży, w przypadku niedostosowania społecznego, wśród nich wymienić należy:
- notoryczne kłamstwa
- wagary
- alkoholizowanie się
- ucieczki z domów
- kradzieże
- niekonwencjonalne zachowania seksualne
- rozmaite formy agresji antyspołecznej, łącznie z autoagresją
- werbalną agresję (wulgarność)
- lenistwo szkolne
- lękliwość
- nieprzestrzeganie wewnętrznych zarządzeń i przepisów, np. szkoły
- zaburzenia koncentracji uwagi
- konflikty z nauczycielami lub wzmożone konflikty z rówieśnikami

## Literatura
- Pytka L., Skala nieprzystosowania społecznego. Podręcznik, COM, Warszawa 1984
- Pytka L., Zacharuk T., Zaburzenia przystosowania społecznego dzieci i młodzieży. Aspekty diagnostyczne i terapeutyczne, WSRP, Siedlce 1995
- Pilch T., Lepalczyk I., Pedagogika społeczna, Wyd. Żak, Warszawa 1995, ISBN 83-86770-09-0
- Górski S., Metodyka resocjalizacji, IWZZ, Warszawa 1985
- Jundził E., Potrzeby psychiczne dzieci i młodzieży, Wydawnictwo Uniwersytetu Gdańskiego, Gdańsk 2002
- Łobocki M., Trudności wychowawcze w szkole, WsiP, Warszawa 1989
- Pospiszyl K., Żabczyńska E.: Psychologia dziecka niedostosowanego społecznie, PWN, Warszawa 1985
- Pytka L., Pedagogika resocjalizacyjna, Wydawnictwo Akademii Pedagogiki Specjalnej, Warszawa 2000
- Znaczenie problemu niedostosowania społecznego dla praktyki pedagogicznej. sp15.tarnow.pl. [zarchiwizowane z tego adresu (2010-05-16)].